# Antsianaka discophora
Antsianaka discophora es un coleóptero de la familia Chrysomelidae. Fue descrita científicamente por primera vez en 1964 por Bechyne.